# Thomas Pleisch
Thomas Pleisch (* 17. Dezember 1913; † 16. März 1936 in Basel) war ein Schweizer Eishockeyspieler.

## Karriere
Thomas Pleisch begann seine Karriere 1931 beim EHC St. Moritz, wechselte 1934 zum Zürich SC, kehrte aber später in der Saison nach St. Moritz zurück. Seine letzte Saison war 1935/36, als er für den EHC Basel auflief.
Pleisch nahm für die Schweizer Eishockeynationalmannschaft an den Olympischen Winterspielen 1936 in Garmisch-Partenkirchen teil. 
Zuvor hatte er bereits an den Weltmeisterschaften 1933, 1934 und 1935 für die Schweiz gespielt, die auch als Europameisterschaft gewertet wurden. Dabei gewann Pleisch 1935 die WM-Silbermedaille, 1933 die EM-Bronzemedaille sowie 1934 die EM-Goldmedaille. Pleisch beging nur wenige Wochen nach den Olympischen Winterspielen 1936 Selbstmord.